# Joachim Hauer
Joachim Hauer (* 2. Februar 1991) ist ein ehemaliger norwegischer Skispringer, der für den Bækkelagets SK startete.

## Werdegang
Hauer, der für den Verein Bækkelagets SK startet, gab sein internationales Debüt im Rahmen des FIS Cups im September 2007 im schwedischen Falun. Nachdem er im zweiten Springen dort und auch in den folgenden Springen von Heddal und Kuopio unter die besten zwanzig sprang, bekam er im September 2008 in Lillehammer erstmals einen Startplatz im Skisprung-Continental-Cup. Jedoch wurde Hauer bei diesem Springen disqualifiziert. Somit verblieb er auch weiterhin im unterklassigen FIS Cup.
Nachdem er seine Leistungen weiter steigern konnte, bekam er im Oktober 2010 in Wisła erneut einen Continental-Cup-Startplatz. Dabei erreichte er die Plätze 53 und 30, wobei er mit Letzterem seinen ersten Continental-Cup-Punkt gewann. Im Dezember startete er noch einmal bei FIS-Cup-Springen in Notodden und sprang zweimal unter die besten zehn. Ab September 2011 bekam Hauer bei Springen in Norwegen regelmäßig die Startmöglichkeit im Continental Cup. Schließlich gehörte er ab Januar 2013 fest zum B-Nationalkader der Skandinavier. In Bischofshofen gewann er dabei mit Rang 29 seine ersten beiden Winter-Continental-Cup-Punkte. Da es jedoch seine einzigen beiden Punkte der Saison 2012/13 blieben, beendete er die Saison nur auf Rang 183 der Gesamtwertung.
Deutlich steigern konnte sich Hauer zur Saison 2013/14. Im Januar 2014 sprang er in Sapporo nur knapp an den Top 10 vorbei und wurde am Ende zweimal Elfter. Daraufhin startete er am 31. Januar 2014 zur Qualifikation für das Springen im Skisprung-Weltcup am Folgetag in Willingen. Nach geschaffter Qualifikation erreichte er im Wettbewerb mit Rang 48 nur den drittletzten Platz und schied in Durchgang eins aus. Daraufhin ging er wieder in B-Kader zurück und sprang im März in Zakopane als Sechster erstmals unter die besten zehn.
Im September 2014 überzeugte Hauer beim Continental Cup in Klingenthal mit zwei vierten Plätzen. Daraufhin startete er vier Wochen später an gleicher Stelle auch im Skisprung-Grand-Prix und konnte dabei nach Rang neun in der Qualifikation als 22. auch im Wettbewerb punkten. Mit diesem Ergebnis landete er in der Grand-Prix-Gesamtwertung auf Rang 69. Ende November kam er in Ruka wieder im Weltcup zum Einsatz und gewann nach einer Disqualifikation im ersten Springen im zweiten mit dem 29. Platz seine ersten beiden Weltcup-Punkte. Seine erste Weltcup-Saison beendete er schließlich mit 14 Punkten auf Platz 67.
Die darauffolgende Saison war seine erfolgreichste, u. a. erzielte der Norweger einen dritten Platz in Nischni Tagil. Im Dezember 2016 und Januar 2017 ging Hauer noch bei einigen Weltcupspringen an den Start, ihm gelangen aber keine weiteren Punkteplatzierungen mehr. Danach konzentrierte er sich wieder auf den Continental Cup und errang dort bis Anfang 2018 einige Ergebnisse unter den ersten zehn, darunter einen Sieg. In den Grand-Prix-Saisons 2015 und 2016 war Hauer jeweils zweitbester Norweger.
Er beendete nach der Saison 2018/19 seine Karriere.

## Erfolge

### Grand-Prix-Siege im Team
| Nr. | Datum         | Ort   | Typ         |
| --- | ------------- | ----- | ----------- |
| 1.  | 22. Juli 2016 | Wisła | Großschanze |

### Continental-Cup-Siege im Einzel
| Nr. | Datum              | Ort         | Typ         |
| --- | ------------------ | ----------- | ----------- |
| 1.  | 30. September 2017 | Klingenthal | Großschanze |

## Statistik

### Weltcup-Platzierungen
| Saison  | Platz | Punkte |
| ------- | ----- | ------ |
| 2014/15 | 67.   | 014    |
| 2015/16 | 20.   | 356    |

### Grand-Prix-Platzierungen
| Saison | Platz | Punkte |
| ------ | ----- | ------ |
| 2014   | 69.   | 009    |
| 2015   | 17.   | 146    |
| 2016   | 15.   | 160    |

### Continental-Cup-Platzierungen
| Saison  | Platz | Punkte |
| ------- | ----- | ------ |
| 2012/13 | 183.  | 002    |
| 2013/14 | 048.  | 164    |
| 2014/15 | 035.  | 188    |
| 2015/16 | 126.  | 020    |
| 2016/17 | 095.  | 061    |
| 2017/18 | 009.  | 782    |
| 2018/19 | 140.  | 004    |